# DLR Smartfish

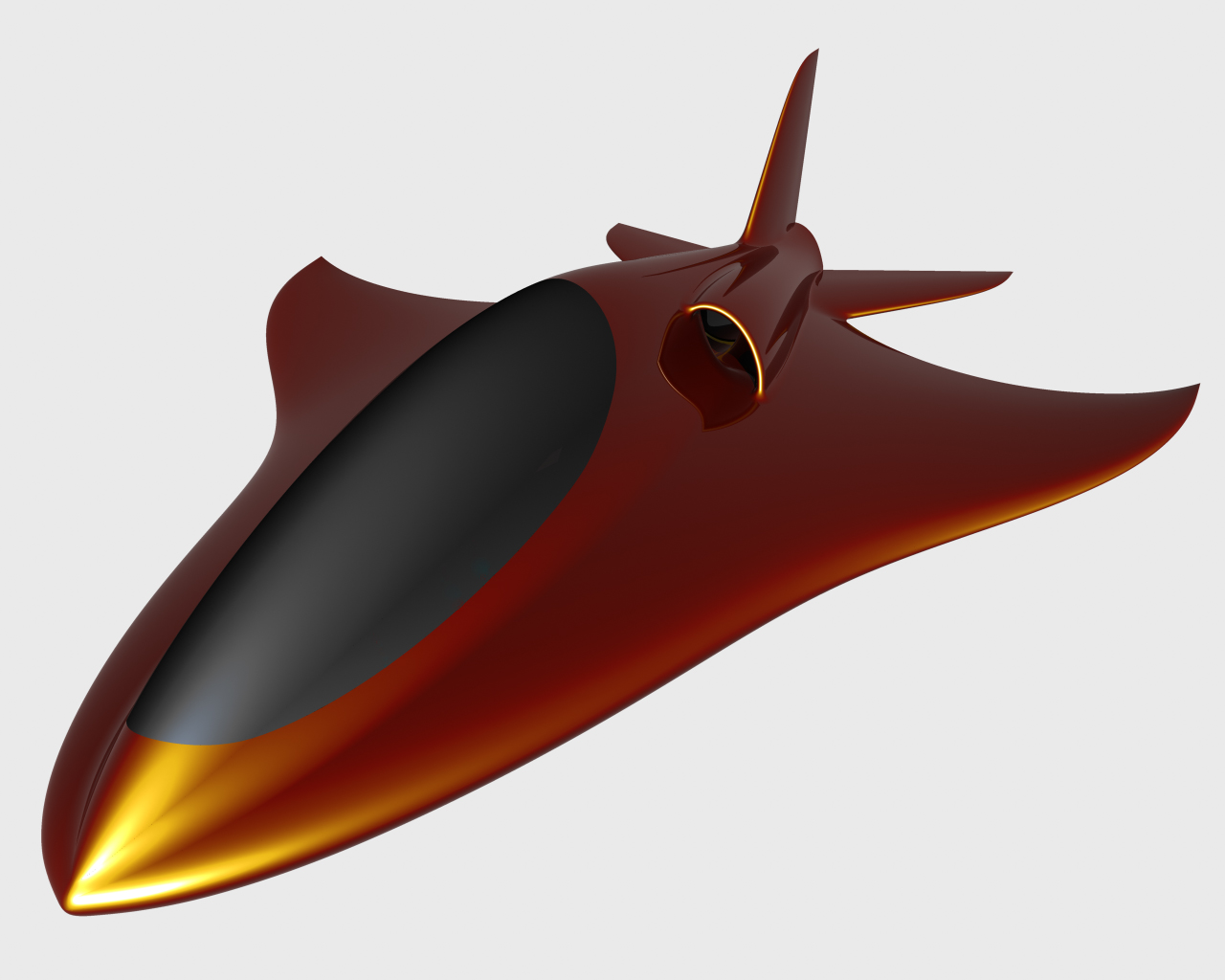
Le Smartfish DLR.

Smartfish est un concept d'avion expérimental à deux places proposé par Konrad Schafroth qui utilise une configuration de corps portant.
Il existe quelques exemples de modèles fonctionnels du Smartfish. Un modèle alimenté par une pile à combustible est construit en collaboration avec le Centre aérospatial allemand (DLR) et, selon l'usine, a volé en avril 2007.
Contrairement à la plupart des conceptions d'avions, le Smartfish est calqué sur l'espèce de poisson Thunnini. Cela permet à l'avion de voler régulièrement sans becs de bord d'attaque, spoilers ou volets sujets aux défaillances. La portée projetée de l'avion est de 8 000 km à environ Mach 0,9.
Une proposition de dirigeable hybride reprenant la géométrie du Smartfish est également publiée.

## Sources et références
1. ↑  P.J. Frey et Seifert, J. « Promising Lifting Body Configuration for Hybrid Airship Application » (2008) 
— « (ibid.) », dans 7th International Airship Convention 2008, Friedrichshafen, Germany, Deutsche Gesellschaft für Luft- und Raumfahrt.